# Richterago
Richterago là một chi thực vật có hoa trong họ Cúc (Asteraceae).

## Loài
Chi Richterago gồm các loài: